# Єврейський полк легкої кавалерії
Єврейський полк легкої кавалерії (пол. Lekkokonny pułk żydowski), офіційна назва — Старозавітний полк легкої кавалерії (пол. Pułk Lekkokonny Starozakonny) — польська військова частина у складі повстанської армії Костюшка. Перша єврейська військова частина з часів падіння Масади, взятої римлянами у 73 р. н. е..

## Організація підрозділу та бойові дії
Полк був створений Береком Йоселевичем та його компаньйоном Йосефом Ароновичем з дозволу Тадеуша Костюшка, отриманого 17 вересня 1794 року.
Спочатку Йоселевич звернувся до коменданта Варшави, генерала Станіслава Мокроновського, з проханням дозволити створення загону зі 100 євреїв для дій як розвідників .23 квітня вони звернулися у Комісію Варшавського воєводства з проханням вступити до полку місцевих жителів. У цьому зверненні було прохання з пропозицією створити полк легкої кавалерії саме з євреїв. На це 17 вересня Костюшко дав свій дозвіл. Командиром майбутнього полку був призначений Берек, якому Костюшко присвоїв чин полковника, який 1 жовтня видав заклик до євреїв.

Оригінальний текст (пол.)
[Słuchajcie dzieci plemienia Izrealitów! Kto Wiecznego i Wszechmocnego na sercu swojem wyrył i chce pomódz walczyć za ojczyznę, co my wszyscy ludzie powinni, to teraz przyszedł czas, siły nasze na to łożyć.... Prócz tego, łatwo nam teraz to przychodzi, gdy opiekun nasz, naczelnik Tadeusz Kościuszko zaiste posłańcem Wiecznego Wszechmocnego będący, przedsięwziął  na to wszystkie łożyć starania, aby wystawić regiment żydowski....Wierni bracia ! Walczymy za ojczyznę, póki w sobie mieć będziemy kroplę krwi. Gdyby i my się nie doczekali tego, to dziatki nasze przecież mieszkać będą bezpiecznie i swobodnie i nie będą sie tułały jak dzikie zwierzęta. Kochani bracia ! Obudźcie się jak lwy i lamparty...Berek Joselewicz. pułkownik] Помилка: [undefined] Помилка: {{Lang}}: немає тексту (допомога): текст вже має курсивний шрифт (допомога)
— Wierni Bracia! Walczmy za ojczyznę!...
|  | Слухайте сини племені Ізраїлевого! Хто вічне і всемогутнє вирізав у своєму серці, і хто хоче боротися за свою Вітчизну, що ми всі люди повинні, і зараз тому саме час, наші сили на це покласти…. Крім того, тепер це можливо, коли наш вождь, Тадеуш Костюшко, по суті, головний посланець Всевишнього Вічного, надав нам можливість докласти всі зусилля, щоб створити єврейський полк …. Вірні брати! Будем воювати за свою країну, поки будемо мати в собі хоч краплю крові. Якщо ми не доживемо до того, то наші діти будуть жити безпечно і вільно і не будуть переслідуватися, як дикі тварини. Дорогі брати! Будьте, як леви і леопарди!… Берек Йоселевич. полковник |

З народної скарбниці було видано на потреби полку 3000 злотих, які внесли туди багаті єврейські купці. На заклик Берека вступити до полку відгукнулися приблизно 500 євреїв. З них і було складено полк легкої кавалерії. Від Костюшка було отримано дозвіл на постачання полицю кошерної їжі, а також на носіння традиційних єврейських борід та дотримання шабату. Полк був умундирований у чорні мундири з блакитними відворотами. Крім полку Йоселевича у Варшаві, де з 7000 жителів 5000 були євреями, з них сформували підрозділи єврейської міліції.
На навчання воїнів не було часу. У листопаді 1794 року російська армія генерала Суворова розпочала наступ на Варшаву. Попри відсутність вишколу, єврейський полк добре показав себе в бою. При обороні Праги (передмістя, нині частина Варшави) майже всі єврейські кавалеристи-добровольці загинули.
Відомі імена кількох офіцерів полку: Гершик Левкович, Якуб Епштейн, Марек Якубович, Майєр Гершковіч, Хаїм Юдкевич, Мордко Вольфович, Йосель Абрагамович.
Сам командир полку, полковник Берек Йоселевич, пораненим потрапив у полон. Пізніше він утік і оселився у Львові. Воював у польських легіонах в Італії. Полковник армії Варшавського герцогства. Загинув у бою з австрійцями під Коцьком 1809 року.

## Відгуки сучасників
Сучасники високо оцінили моральний дух та бойові якості цього підрозділу.
Генрік Дембінський так писав у своїх спогадах: "Єврейське військо, під командуванням полковника Берко, несло службу, де тільки потрібно … навіть шабат не дотримувалися під час оборони".
Тадеуш Чацький, один з авторів Конституції 3 травня, писав: "Не боячись смерті, вони показали, що не небезпека їх лякає, а доля улюбленої Вітчизни".
Відомий поет Францишек Карпинський згадував: "Тільки єврейський полк ніколи не відступав зі своїх окопів і повністю виконував отримані накази".
За свідченням генерала Орлова, під час штурму Праги, 4 листопада, колона генерала Буксгевдена найсильнішу відсіч отримала від полку, що складається з 500 євреїв.